# Laoszi sziklapatkány
A laoszi sziklapatkány (Laonastes aenigmamus) az emlősök (Mammalia) osztályának rágcsálók (Rodentia) rendjébe, ezen belül a Diatomyidae családjába tartozó faj.
Nemének egyetlen faja.

## Rendszertani besorolása
Az állatot először egy másik családba, a Laonastidae-be helyezték, de később rájöttek, hogy valójában az addig fosszilis családnak tekintett Diatomyidae családba tartozik. Így e család egyetlen élő faja lett, valódi élő kövületnek számít.

## Előfordulása

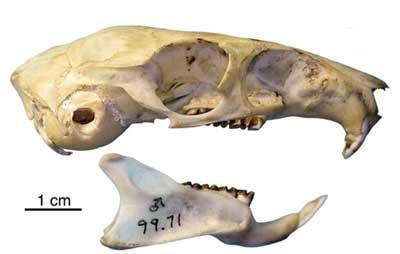
A koponyája oldalról

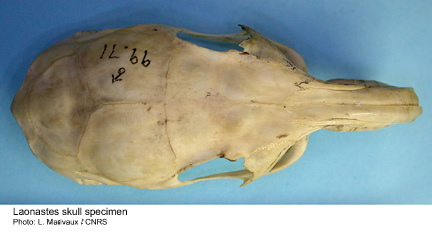
és felülről

A laoszi sziklapatkányt eddig csak Laosz területén fedezték fel.

## Megjelenése
Ez a kis rágcsáló patkányszerű megjelenésű, mókusra emlékeztető farokkal. Az állat körülbelül 26 centiméter hosszú, 14 centiméteres farokkal és 400 grammos testtömeggel. A bundája sötétszürke, azonban a hasán fehér folt található. Farka és szemei feketék.

## Életmódja
E rágcsáló a mészköves hegyvidékeket kedveli, ahol egyaránt megtalálhatók az örökzöld és lombhullató erdők is. A befogott példányok boncolásából, és a fogak tanulmányozásából a tudósok megtudták, hogy az állat főleg növényevő. Feltételezik, hogy éjjeli életmódot folytat.